# Uspallata pulchra
Genre
Espèce
Uspallata pulchra, unique représentant du genre Uspallata, est une espèce de solifuges de la famille des Mummuciidae.

## Distribution
Cette espèce se rencontre en Argentine, au Chili, au Pérou et au Brésil.

## Description
Les mâles mesurent de 5,0 à 9,0 mm et les femelles de 8,5 à 12,0 mm.

## Publication originale
- Mello-Leitão, 1938 : Solifugos de Argentina. Anales del Museo Argentino, Buenos Aires, vol. 40, p. 1-32.